# كارل كورنيليوس
كارل كورنيليوس ،Karl Cornelius, أو Carl Cornelius  ، (* 1. يوليو «تموز» 1868 في برلين ؛ † 15. يناير"كانون الثاني" 1938 ) كان مهندس معماري ومسؤول بناء ألماني.

## حياته
عمل في رتبة مهندس معماري حكومي، وبعد ذلك مفتش بناء في مديرية السكك الحديدية البروسية في برلين ، منذ 1920 Reichsbahndirektion برلين. لقد كان هناك خلف لـ فريتز كلينغهولز Fritz Klingholz.
العديد من المباني ، التي شارك في التخطيط لها ، هي مباني مدرجة تحت حماية الآثار.

## المباني

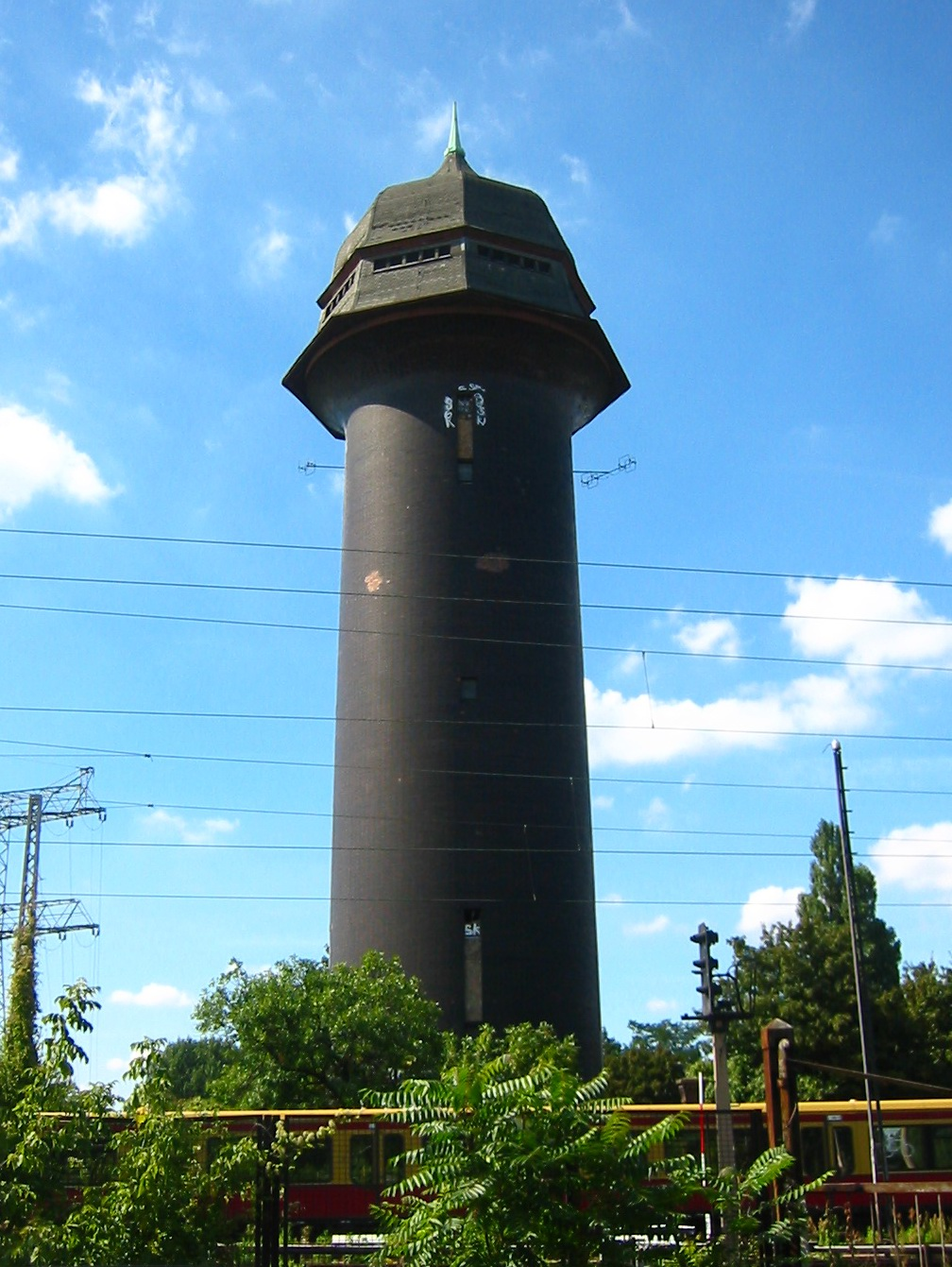
برج المياه في محطة أوستكرويز "Ostkreuz"

بالتعاون مع المهندس المعماري فالديمار سواديكاني
Waldemar Suadicani ، خطط وصمم كورنيليوس "Cornelius" في إطار وضمن المعايير البروسة (بشكل موحد ومتجانس، المبادئ التوجيهية التي أرست الهيكل الموحد لشبكة السكك الحديدية البروسية). مقصورات موحدة لرصيف المحطة، والتي لا يزال من الممكن العثور على تصميماتها في محطات قطارات برلين القديمة ، وكيف سيتم إعادة بنائها وفقًا للنموذج التاريخي عندما تم تجديد محطة برلين أوستكرويز.
- 1895–1903: Erweiterung des Stettiner Bahnhofs in Berlin
- 1897–1903 Bahnhof Berlin-Lichtenberg (bei der Verlagerung der Straße und beim Neubau der Lichtenberger Brücke 1973 abgebrochen
- 1897–1906: Hauptbahnhof Wiesbaden
- 1899–1902: S-Bahn-Station Sadowa, seit 1929: Bahnhof Wuhlheide
- 1899–1902: Bahnhof Berlin-Rahnsdorf
- 1899–1902: Bahnhof Berlin-Köpenick
- 1899–1902: Bahnhof Berlin-Karlshorst
- 1899: Bahnhof Berlin-Grunewald
- 1902–1903: Bahnhof Berlin Yorckstraße
- 1905: Bahnhof Berlin-Tegel
- 1909–1910: Bahnhof Berlin-Wittenau
- 1909–1910: Bahnhof Berlin-Waidmannslust
- 1909–1912: Wasserturm am Bahnhof Ostkreuz in Berlin
- 1909–1913: Bahnhof Berlin-Blankenburg
- 1909–1914: Bahnhof Berlin-Buch
- 1912: Bahnhof Berlin-Hermsdorf
- 1912–1914: Bahnhof Pankow-Schönhausen
- 1912–1915: Bahnhof Berlin-Lichterfelde Ost
- 1913: Bahnhof Berlin-Karow
- 1915–1916: Stellwerk am Bahnhof Lichterfelde Ost in Berlin
- 1920: Bahnhof Berlin Köllnische Heide

## الإصدارات «المنشورات»
- Eisenbahn-Hochbauten (= Handbibliothek für Bauingenieure Teil 2, Band 6). Julius Springer, Berlin 1921.

## أدب
- Alfred Gottwaldt: Der Eisenbahn-Architekt Carl Cornelius. In: Eisenbahn Journal, Jahrgang 1997, Heft 3, S. 36 ff.

## روابط
- Darstellung zum Bahnhof Ostkreuz auf www.stadtschnellbahn-berlin.de
- Lebensdaten von Cornelius bei www.tt-board.de